# Wilaya de Naâma
La wilaya de Naâma (en arabe : ولاية النعامة), est une wilaya algérienne située à l'ouest de l'Algérie, à la frontière avec le Maroc. Elle est voisine au nord avec les wilayas de Tlemcen et Sidi-Bel-Abbès, à l'est celle d'El-Bayadh et au sud avec celle de Béchar.

## Géographie
|       | Wilaya de Tlemcen, Wilaya de Sidi Bel Abbès |                    |
| Maroc | wilaya de Naâma                             | Wilaya d'El Bayadh |
|       | Wilaya de Béchar                            |                    |

La wilaya est située à plus de 1 000 mètres d'altitude sur les Hauts plateaux, elle est traversée par la chaîne de l'Atlas saharien avec des sommets qui dépassent les 2 000 mètres au Djebel mekfer 2 200 mètres.
Le climat est continental aride avec des moyennes de −10 °C l'hiver et de plus de 45 °C l'été.

## Patrimoine
La wilaya de Naama recèle de magnifiques sites archéologiques, naturels et touristiques :
- les gravures rupestres (plus de 2000 figures),
- les vieux Ksours tels qu’'ssela, Moghar, Sfissifa et Tiout,
- la Kalaâ de Cheikh Bouamama,
- la tombe Eberhardt à Aïn Sefra,
- la source thermale d'Aïn Ouarka,
- la gigantesque dune de Mekther
- les palmeraies de Moghrara, Tiout et Assela.

Depuis leur découverte en octobre 2000, les différents sites dinosaures à Rouis El Djir ne manquèrent pas d’attirer de nombreux touristes qui découvriront ce musée paléontologique à ciel ouvert abritant l’histoire de ces fossiles de dinosaures remontant à plus de 175 Millions d’années.
On trouve aussi quelques fêtes locales, tel la fête de Sidi Ahmed Medjdoub, de Sidi Brahim et de Sidi Moussa.

## Histoire
La wilaya de Naâma a été créée à l'issue du découpage administratif de 1984. Auparavant, elle était rattachée à la wilaya de Saïda. Naâma, petite localité rurale, a été choisie comme chef-lieu de wilaya à la suite d'un sérieux conflit opposant deux tribus de deux villes de même statut administratif, aptes à accéder à ce niveau hiérarchique : Mécheria (tribu des Hamyan) et Aïn-Sefra (tribu des Amour).

## Démographie
Selon le recensement de 2008, la population de la wilaya de Naâma est de 192 891 habitants contre 127 314 en 1998. 5 communes dépassaient alors la barre des 10 000 habitants
| Commune        | Population | Taux de croissance annuel 2008/1998 |
| -------------- | ---------- | ----------------------------------- |
| Méchria        | 66 465     | 2,4 %                               |
| Aïn Sefra      | 52 320     | 4,2 %                               |
| Naâma          | 16 251     | 7,1 %                               |
| El Biod        | 10 975     | 5,9 %                               |
| Aïn Ben Khelil | 10 554     | 11 %                                |

## Organisation de la wilaya

### Walis
Plusieurs walis (préfets) se sont succédé à la tête de cette wilaya depuis sa création, le 4 février 1984.
| N° | Wali                     | Début           | Fin             |
| -- | ------------------------ | --------------- | --------------- |
| 1  | Mohamed Henni            | 4 avril 1984    | 26 juillet 1989 |
| 2  | Brahim Djeffal           | 26 juillet 1989 | 21 août 1991    |
| 3  | Mohamed Lakhdar Aloui    | 21 août 1991    | 2 novembre 1993 |
| 4  | Lakhdar Belhadj Djelloul | 2 novembre 1993 | 30 juin 1994    |
| 5  | Seddik Bouallal          | 30 juin 1994    | 22 août 1999    |
| 6  | Ali Madhoui              | 22 août 1999    | 4 août 2001     |
| 7  | Abdelkebir Matali        | 4 août 2001     | 7 mai 2008      |
| 8  | Mohamed Hamidou          | 7 mai 2008      | 22 juillet 2015 |
| 9  | Hocine Bessaïh           | 22 juillet 2015 | 13 juillet 2017 |
| 10 | Mohamed Hadjar           | 13 juillet 2017 | 25 janvier 2020 |
| 11 | Idir Medebbed            | 25 janvier 2020 | 25 août 2021    |
| 12 | Derradji Bouziane        | 25 août 2021    | 20 février 2023 |
| 13 | Lounes Bouzegza          | 20 février 2023 | en cours        |

### Directions de Wilaya
Cette wilaya compte plusieurs directions de wilaya.
1. Direction des ressources en eau.
2. Direction du tourisme.
3. Direction de l'éducation.
4. Direction des affaires religieuses et des wakfs.
5. Direction de la culture.
6. Direction de la santé.
7. Direction de la jeunesse et des sports.
8. Direction des travaux publics.
9. Direction des transports.
10. Direction de l'agriculture.
11. Direction de l'urbanisme.
12. Direction du logement.
13. Conservation des forêts.

## Barrage vert
Cette wilaya a été comprise dans la ceinture forestière du barrage vert initié en 1970.

## Ressources hydriques

### Barrages
Cette wilaya comprend les barrages suivants:
- Barrage de Aïn Hadjadj[12].

Ces barrages font partie des 65 barrages opérationnels en Algérie alors que 30 autres sont en cours de réalisation en 2015.

## Santé
- Hôpital de Naama.
- Hôpital de Méchria.
- Hôpital de Aïn Sefra.

## Tourisme
On y trouve la vallée verdoyante de Moghrar et l'Oasis de "Tiout" à Ain Sefra, la chaîne de l'Atlas qui abrite une flore et une faune typique de la région : hyènes, coyottes, vautours, peu de gazelles (ces dernières étant menacées d'extinction à cause de la chasse et la destruction de l'habitat naturel due à l'urbanisme et à l'élevage intensif).